# Thomas Meaney
Thomas Meaney (11 août 1931 – 26 décembre 2022) est un homme politique irlandais du Fianna Fáil qui est ministre d'État de 1980 à 1981. Il est Teachta Dála (TD) de 1965 à 1981.

## Biographie
Avant d'entrer en politique, Meaney travaille comme agriculteur. Son père Con Meaney est également député du Fianna Fáil. Lorsque son père prend sa retraite aux élections générales de 1965, Tom Meaney lui succède en tant que député du Fianna Fáil pour la circonscription de Cork Mid. Il est réélu à chaque élection générale ultérieure jusqu'à sa retraite de la politique aux élections générales de novembre 1982. En mars 1980, il est nommé ministre d'État au ministère de l'Industrie, du Commerce et de l'Énergie, jusqu'en juin 1981.
Il est membre du conseil du comté de Cork de 1970 à 1977. Il fait partie d'un groupe de député du Fianna Fáil connu sous le nom de Gang des 22, qui s'oppose au leadership de Charles Haughey au début des années 1980.
Meaney est décédé le 26 décembre 2022, à l'âge de 91 ans.

## Sources
- Ted Nealon et Frank Dunlop, Ted Nealon's guide to the 21st Dáil and Seanad, 1977 (ISBN 0950598410)
- Joe Joyce et Peter Murtagh, The Boss, 1983